# Junzō Kawada

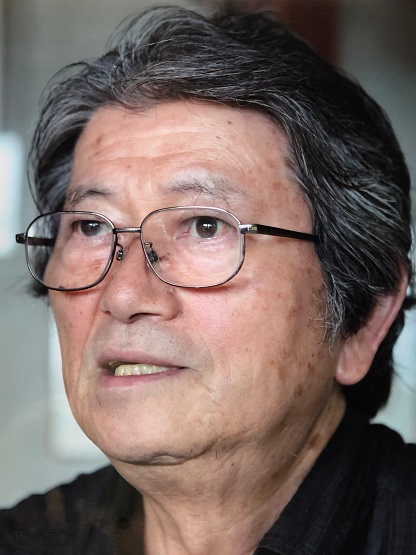
Junzō Kawada

Junzō Kawada (japanisch Kawada Junzō (川田 順造); geboren 20. Juni 1934 in Tokio; gestorben 20. Dezember 2024) war ein japanischer Kulturanthropologe und Hochschullehrer.

## Leben und Wirken
Junzō Kawada machte seinen Studienabschluss an der Universität Tokio und wurde Professor an der Universität Saitama. 1984 wurde er Direktor des „Research Institute for Languages and Cultures of Asia and Africa“ der Fremdsprachen-Universität Tokyo. Später war er gleichzeitig Professor am Nationalmuseum für Ethnologie. Danach übernahm er eine Professur an der Städtischen Universität Hiroshima und schließlich eine an der Universität Kanagawa.
Kawada führte in Afrika Untersuchungen an dem Stamm der Mossi durch und befasste sich mit Kulturen ohne schriftliche Überlieferungen. 1992 erhielt er für seine Arbeit „Kōtōdenshō-ron“ (口頭伝承論) – „Abhandlung zur mündlichen Überlieferung“ den Mainichi-Kulturpreis. 1994 wurde er mit dem L’Ordre national du Mérite ausgezeichnet. 2002 folgte der „Fumio Koizumi Prize for Ethnomusicology“. 2009 wurde er als Person mit besonderen kulturellen Verdiensten geehrt, 2021 mit dem Kulturorden ausgezeichnet.
Zu Kawadas weiteren Schriften gehören
- „Kōya kara“ (曠野から) – „Von der Wildnis her“ (1973),
- „Mumoji shakai“ (無文字社会の歴史) – „Gesellschaft ohne schriftliche Überlieferungen“ (1976),
- „Nishi no fū – minami no fū“ (西の風・南の風) – „Die Arten im Westen – die Arten im Süden“ (1992),
- „Jinruigakuteki ninshikiron no tame ni“ (人類学的認識論のために) – „Für eine anthropologische Epistemologie“ (2004).